# Une tragédie grecque
Pour plus de détails, voir Fiche technique et Distribution.
Une tragédie grecque (titre original néerlandais : Een Griekse tragedie) est un court métrage d'animation belge de 1985 écrit et réalisé par Nicole Van Goethem.

## Synopsis
Dans les ruines d'un temple grec antique, trois cariatides tentent de maintenir un fronton,.

## Fiche technique
- Titre original : Een Griekse tragedie
- Titre français : Une tragédie grecque
- Réalisation : Nicole Van Goethem
- Scénario : Nicole Van Goethem
- Montage : Chris Verbiest
- Musique : Jan Boonen, Luc Redig, Rudi Renson
- Pays d'origine : Belgique
- Langue originale : film sonore non verbal
- Format : couleur
- Genre : animation
- Durée : 7 minutes
- Dates de sortie :  
  - Belgique : 1985

## Distinctions
Une tragédie grecque a remporté l'Oscar du meilleur court métrage d'animation à la 59e cérémonie des Oscars,.